# Ludwik Maurycy Hirszfeld
Ludwik Maurycy Hirszfeld (Nadarzyn, 1816 – Varsavia, 1876) è stato un anatomista polacco.
Docente all'università di Varsavia, pubblicò un volume di anatomia del sistema nervoso.